# Alla Kushnir
Alla Shulimovna Kushnir (em hebraico:  אלה שולימובנה קושניר; em russo:  Алла Шулимовна Кушнир; Moscou, 11 de agosto de 1941 — Tel Aviv, 2 de agosto de 2013) era uma enxadrista russa naturalizada israelita e WGM de xadrez.
Alla foi três vezes desafiante do título do Campeonato Mundial Feminino de Xadrez, perdendo nas três ocasiões para Nona Gaprindashvili:
- +3 –7 =3 em Riga 1965;
- +2 –6 =5 em Tbilisi–Moscow 1969;
- +4 –5 =7 em Riga 1972.

Recebeu o título de WIM em 1962 e o WGM em 1975.  Em 1973 ela imigrou da União Soviética para Israel em 1973.